# 彼得罗·塞兰托尼
彼得罗·塞兰托尼（義大利語：Pietro Serantoni，1906年12月12日—1964年10月6日），意大利男子足球运动员，场上位置是中场。他曾代表意大利参加1938年国际足联世界杯，结果获得冠军。